# Yui Okada
Yui Okada (岡田唯, Okada Yui), née le 28 décembre 1987 à Yao, dans la préfecture d'Osaka au Japon, est une ex-idole japonaise, chanteuse au sein du Hello! Project avec le groupe V-u-den.

## Biographie
Elle débute en 2004 en tant que membre du groupe V-u-den. En 2006, elle joue avec les autres V-u-den dans le film Tokyo Girl Cop (Sukeban Deka: Codename = Asamiya Saki) de Kenta Fukasaku. Le groupe se sépare en 2008, mais elle demeure dans le H!P jusqu'à sa graduation (départ) le 31 mars 2009, avec les autres anciennes du Elder Club. Elle continue ensuite sa carrière au sein de la maison mère Up-Front, jusqu'en juin 2010 où elle annonce l'arrêt de sa carrière et son intention de se reconvertir dans le domaine des soins de beauté.

## Activités
Photobooks
- 5 mars 2005 - Hello!x2 : Miyoshi Erika & Okada Yui from v-u-den
- 21 février 2006 - I DOLL - Okada Yui First Solo
- 28 janvier 2007 - Yui Okada Hello! Project 2007 Winter Concert

DVD solo
2006-03-01 : I Doll
Filmographie
- 2006-09-30 : Tokyo Girl Cop